# Greenland Ice Sheet Project
Das Greenland Ice Sheet Project (englisch; Abkürzung: GISP) war ein Bohrprogramm zur Gewinnung von Eisbohrkernen und den darin enthaltenen paläoklimatologische Daten aus dem grönländischen Eisschild. Es wurde von der amerikanischen National Science Foundation (NSF) finanziert und war eines der größten wissenschaftlichen Projekte in den späten 1970er und 1980er Jahren der NSF. GISP lief über eine Dauer von mehr als zehn Jahren. Die beteiligten Wissenschaftler kamen aus Dänemark, Schweiz und den Vereinigten Staaten von Amerika. Neben der NSF wurde das Projekt vom Schweizerischen Nationalfonds zur Förderung der wissenschaftlichen Forschung und der dänischen Kommission für wissenschaftliche Untersuchungen in Grönland (dänisch Kommissionen for Videnskabelige Undersøgelser i Grønland) kofinanziert.

## Geschichte
Die GISP-Feldarbeit startete 1971 mit der Dye-3-Bohrung. Dieser 372 Meter lange Bohrkern hatte eine Dicke von 10,2 cm. Danach wurden jährlich Feldexpeditionen unternommen. So konnten Bohrkerne aus mittleren Tiefen von unterschiedlichen Stellen des Eisschildes geborgen werden. Die erste Bohrung ergab einen Bohrkern von 392 m Länge bei Milcent und eine andere einen Bohrkern von 405 m Länge im Jahr 1974 in der Nähe der Crete Station. Logistische und technische Probleme mündeten in der Entwicklung eines besseren Bohrturms. Im Sommer des Jahres 1979 begann man eine Bohrung, die bis zum Gesteinsgrund von Dye 3 führen sollte. Im ersten Jahr wurde ein Loch mit einem Durchmesser von 18 cm gebohrt und bis zu einer Tiefe von 80 m ausgeschalt. Die Kernbohrung wurde über zwei Jahreszeiten hindurch fortgeführt; am 10. August 1981 war der Gesteinsgrund bei einer Tiefe von 2037 m erreicht.
Die durch GISP gewonnenen Daten haben zu einem großen Erkenntnisgewinn in Bezug auf die Geschichte des Grönländischen Eisschildes und der Klimageschichte der Erde beigetragen. Sie haben den hohen Stellenwert gezeigt, die die in Eisschilden konservierten Klimadaten bergen. Beispielsweise fanden die Forscher, dass es während der letzten Eiszeit in Grönland heftige Klimaschwankungen gab, sogenannte Dansgaard-Oeschger-Ereignisse. Ebenso wurden Spuren der Heinrich-Ereignisse gefunden.

## GISP2

Aus einer Tiefe von 1837 m gewonnener GISP2-Eisbohrkern mit klar erkennbarer jährlicher Schichtung

Holozäner Temperaturverlauf in Zentralgrönland, nach Daten aus GISP2

Im Jahr 1989 begann das Projekt GISP2. Eisbohrkerne mit einer Länge von 3000 m sollten Klimadaten der letzten 200.000 Jahre liefern.
GISP2 wurde vom United States National Science Foundation Division of Polar Programs als Teil der Arctic System Science Initiative (ARCSS) finanziert. Am GISP2 Projekt waren Wissenschaftler der folgenden Institute beteiligt:
- United States Army Cold Regions Research and Engineering Laboratory in Hanover, New Hampshire
- Desert Research Institute der Carnegie Mellon University in Reno, Nevada
- Massachusetts Institute of Technology
- Ohio State University
- Pennsylvania State University
- New York State Department of Health
- State University of New York at Albany
- State University of New York at Buffalo
- Lamont-Doherty Geological Observatory der Columbia University
- University of Arizona
- University of Colorado
- University of Miami
- University of New Hampshire
- University of Rhode Island
- University of Washington
- United States Geological Survey in Tacoma, Washington
- University of Wisconsin

BohrortDie GISP2-Bohrungen wurden am höchsten Punkt des grönländischen Eisschildes durchgeführt, bei 73° N, 38° W in einer Höhe von 3208 m über NN, auf der Eisscheide von Westgrönland. An dieser Stelle fließt Eis sowohl nach Westen wie auch nach Osten ab.
Technik der BohrungFür die Bohrung wurde ein 20 m hoher Bohrturm verwendet, dazu spezielle Bohrköpfe. Der Bohrkern wurde in Einzelteile von 2 und 6 m Länge zersägt. Bei der Handhabung der Bohrkerne musste peinlich genau darauf geachtet werden, dass der Bohrkern nicht mit Fremdmaterial kontaminiert wird; schon eine Berührung mit der bloßen Hand hätte die spätere Auswertung verfälschen können.
Als das Camp am 14. September 1991 geschlossen wurde, war im Rahmen von GISP2 eine Tiefe von 1510 m erreicht worden. Die ältesten Eisteile des Bohrkerns reichten bis zum Jahr 8000 v. Chr.  zurück. Am 1. Juli 1993 wurde nach Durchbohrung von 3053,44 m Eis und 1,55 m Stein der längste Eisbohrkern gewonnen, der je angefertigt wurde.
AuswertungNeben indirekten Temperaturmessungen mittels δ18O-Signal werden auch die Konzentrationen von Treibhausgasen wie Kohlendioxid, Methan und Lachgas untersucht. Die Kohlendioxidproben werden nicht nur nach ihrer absoluten Konzentration hin untersucht, sondern auch die Isotopenkonzentration 14C wird analysiert, um Hinweise auf den Ursprung des Kohlendioxids zu erhalten. Messungen der Leitfähigkeit werden dazu benutzt, einen schnellen Überblick über vergangene Vulkanausbrüche zu erhalten, da der veränderte Säuregehalt des Eises zu einer Veränderung der Leitfähigkeit führt. Wird solch ein Ereignis gefunden, können weitere Details des Ausbruchs über die Analyse von eingeschlossenen Staubteilchen (Größe, Zusammensetzung, Menge) bestimmt werden. Messungen der Konzentration von SO4 geben Hinweise auf biologische oder vulkanische Aktivitäten, Konzentrationsänderungen von Sulfaten und NO3 weisen auf die Verbrennung fossiler Brennstoffe, wie dies in den flachen Teilen von Core3 erkennbar war. Die Analyse der Konzentration von Iridium gibt Hinweise auf Meteoriteneinschläge, da dieses Material bevorzugt in Meteoriten vorkommt.
Etwa zur gleichen Zeit fand 28 km entfernt das europäische Nachbarprojekt GRIP statt, das ebenfalls einen Eisbohrkern aus mehr als 3000 m Tiefe gewann.